# Orexita minima
Orexita minima es una especie de insecto coleóptero de la familia Chrysomelidae.
Fue descrita científicamente en 1997 por Borowiec & Swietojanska.